# Luka Hujber
Luka Hujber (Nova Gradiška, 16 giugno 1999) è un calciatore croato, difensore del Vejle.

## Caratteristiche tecniche
È un terzino destro.

## Carriera

### Club
Cresciuto nel settore giovanile della Lokomotiva Zagabria, ha esordito in prima squadra il 26 maggio 2017 giocando l'incontro della massima divisione croata pareggiato 1-1 contro il Cibalia.
Il 3 settembre 2019 viene ceduto in prestito alla Dinamo Zagabria, con cui ha militato per una stagione nella seconda squadra.
A fine prestito fa ritorno alla Lokomotiva, per poi venire ceduto, questa volta a titolo definitivo, all'Istria 1961 il 2 settembre 2020.
Il 10 luglio 2024 viene ceduto ai danesi del Vejle.

### Nazionale
Ha giocato nelle nazionali giovanili croate Under-19 ed Under-21.

## Statistiche
Statistiche aggiornate al 31 ottobre 2020.

### Presenze e reti nei club
| Stagione        | Squadra             | Campionato      | Campionato | Campionato | Coppe nazionali | Coppe nazionali | Coppe nazionali | Coppe continentali | Coppe continentali | Coppe continentali | Altre coppe | Altre coppe | Altre coppe | Totale | Totale | Totale |
| Stagione        | Squadra             | Comp            | Pres       | Reti       | Comp            | Pres            | Reti            | Comp               | Pres               | Reti               | Comp        | Pres        | Reti        | Pres   | Reti   |        |
| --------------- | ------------------- | --------------- | ---------- | ---------- | --------------- | --------------- | --------------- | ------------------ | ------------------ | ------------------ | ----------- | ----------- | ----------- | ------ | ------ | ------ |
| 2016-2017       | Lokomotiva Zagabria | 1.HNL           | 1          | 0          | CC              | 0               | 0               |                    | -                  | -                  |             | -           | -           | 1      | 0      |        |
| 2017-2018       | Lokomotiva Zagabria | 1.HNL           | 4          | 1          | CC              | 0               | 0               |                    | -                  | -                  |             | -           | -           | 4      | 1      |        |
| 2018-2019       | Lokomotiva Zagabria | 1.HNL           | 14         | 0          | CC              | 1               | 0               |                    | -                  | -                  |             | -           | -           | 15     | 0      |        |
| ago. 2019       | Lokomotiva Zagabria | 1.HNL           | 1          | 0          | CC              | 0               | 0               |                    | -                  | -                  |             | -           | -           | 1      | 0      |        |
| 2019-2020       | Dinamo Zagabria II  | 2.HNL           | 15         | 0          |                 | -               | -               |                    | -                  | -                  |             | -           | -           | 15     | 0      |        |
| ago. 2020       | Lokomotiva Zagabria | 1.HNL           | 1          | 0          | CC              | 0               | 0               |                    | -                  | -                  |             | -           | -           | 1      | 0      |        |
| 2020-2021       | Istria 1961         | 1.HNL           | 5          | 0          | CC              | 1               | 0               |                    | -                  | -                  |             | -           | -           | 6      | 0      |        |
| Totale carriera | Totale carriera     | Totale carriera | 41         | 1          |                 | 2               | 0               |                    | -                  | -                  |             | -           | -           | 43     | 1      |        |